# Typhlops sulcatus
Espèce
Synonymes
- Typhlops haitiensis Richmond, 1964
- Typhlops sulcata Cope, 1868

Statut de conservation UICN

 NT  : Quasi menacé
Typhlops sulcatus est une espèce de serpents de la famille des Typhlopidae. 

## Répartition
Cette espèce est endémique des Antilles. Elle se rencontre dans le Sud-Ouest d'Hispaniola :
- dans le Sud d'Haïti ainsi que sur les îles de Grande Cayemite et de La Gonâve ;
- dans le sud-ouest de la République dominicaine ainsi que sur l'île d'Alto Velo ;
- sur l'île de la Navasse aux États-Unis.

## Publication originale
- Cope, 1868 : An examination of the Reptilia and Batrachia obtained by the Orton Expedition to Equador and the Upper Amazon, with notes on other species. Proceedings of the Academy of Natural Sciences of Philadelphia, vol. 20, p. 96-140 (texte intégral).